# Тихомир Стојковић
Тихомир Стојковић, звани Тика Шпиц, јесте измишљени лик који се први пут појавио у серији Породично благо, а затим и у филмовима: Тајна породичног блага, А сад адио, , Радиша, Леле, бато и серијама Бела лађа и Јунаци нашег доба. Лик је измислио Синиша Павић, а тумачио Предраг Смиљковић.
За свој приказ, најупечатљивијег лика у новијој телевизијској продукцији Тихомира Стојковића, Предраг Смиљковић је 2011. награђен Златном антеном на првом Фестивалу домаћих играних серија.

## Биографија
Тика Шпиц је родом из села Стајковце код Власотинца. Крајем 1990-их дошао је у Београд да постане бизнисмен.
После неколико година, постао је власник једне бензинске пумпе, мотела и фарме крокодила. Члан је Странке здравог разума.

## Тајна породичног блага
Тихомир Стојковић из Стајковца долази у Београд и купује плац од Гаврила Гавриловића. Сазнаје да је на плацу који је купио закопано благо. После Ђошине свадбе у поноћ ископава закопано благо.

## А сад адио
Ујутро 31. децембра на једној београдској пијаци Шпиц и Ђоша продају прасиће и јелке. Европско лудило крава се на београдској пијаци рефлектује на следећи начин: појавом лудих прасића, о чему глас из чисте обести и нетрпељивости према Шпицу и Ђоши протура Листер, новокомпоновани богаташ. Ђоши и његовом брату Тики Шипцу инспекција заплењује сву робу и они одлазе са пијаце у кафану „Код Мачка“ на по врућу ракију, јер за више немају пара. Међутим, у кафани Ђоши зазвони мобилни телефон и када се јавио, непознати глас му говори да је решио да му врати део новца који му је позајмио и да се јави на одређено место да га подигне (то заправо је био Листеров мобилни који је он на пијаци заменио са Ђошиним). Ђоша и Тика поверују у то да је неко стварно решио да врати Ђоши паре (за које Ђоша каже да је „вероватно неком позајмио давно, па се не сећа“) и крећу да их подигну. Након тога Ђоша прима још један позив где му други непознат глас говори да му је резервисан апартман у хотелу уз „пословну пратњу“. Ђоша и Тика крећу и путем ове авантуре у којој ће доживети и извесне непријатности.

## , Радиша
Тихомир као успешан бизнисмен одлучује да снима серију, па за писање сценарија ангажује писца Радишу Радишића.

## Леле бато
Тихомир тезгари по Србији не би ли уновчио своју славу. Прима позив са РТС-а да треба да уручи кола наградном добитнику, али му његов ујка Житко погрешно преноси да су кола за њега. Након разних перипетија које га сналазе, он стиже у студио али и бата Ђоша хоће свој део. Водитељка саопштава да Стојковић није добио ауто већ треба да га уручи срећном добитнику.

## Бела лађа
Околности у вези са овим ликом веома су измењене за потребе серије "Бела лађа", највише чињеницом да више није присутна његова дотадашња породица, али и "откривањем" новог сродства, овог пута са лидером Странке здравог разума. Тихомиру Срећко Шојић дугује новац, који је потрошио за предизборну кампању. Пошто му не враћа новац они се посвађају и Тихомир по налогу тајкуна Аламуње и уз његову финансијску помоћ, покушава да изазове раскол у Странци здравог разума, чији је председник био Шојић.
Тихомир је неколико пута покушавао да од њега узме тај новац, али Шојић га је више пута преварио. Први пут је од њега хтео да узме паре када је Шојић уложио велики новац из државног буџета. Када је дошао с њим кући, Шојић је отворио торбу а у торби није било ни пребијеног динара. Онда је Тихомир покушао да га удави, али је морао да оде у полицију, јер му је јављено да је његов џип учествовао у ланчаном судару. С тим џипом је ишао с њим и са Крљом у лов са амбасадором. Тај џип је украо из Шојићеве гараже. Када је дошао истражни судија Рис (познат од раније из "Породичног блага", када га је тумачио Бранислав Лечић, док га сада глуми Божидар Стошић) Стојковић га лаже и тврди да уопште не зна како се џип појавио на пумпи. На крају серије, Шпиц је међу јунацима који су на "Белој лађи" и расправљају о формирању нове владе.

## Јунаци нашег доба
Стојковић се развео од Жаклине, она се удала за Бугарина коме је родила децу. Стојковић је добио сина Пецу са Алком Торбицом која је радила код њега на пумпи. Договара се са ујаком Житком да сву своју имовину пумпу, хотеле и ресторан пренесе њему како Алка не би имала шта да му узме.

## Фамилија
Фамилија и рођаци Тихомира Стојковића:
| Јана Стојковић            | мајка                                                     |
| Станимир Стојковић        | отац                                                      |
| Жаклина „Жаке” Стојковић  | бивша жена                                                |
| Житомир „Житко” Стојковић | ујак                                                      |
| Трипко „Триша” Стојковић  | деда                                                      |
| Ђорђе „Ђоша” Стојковић    | брат од стрица                                            |
| Срећко Шојић              | рођак по баби (обојици су бабе из Бабушнице)              |
| Станимир Стојковић        | даљи рођак Тихомира Стојковића (обезбеђење Срећка Шојића) |
| Велимир Стојковић         | даљи рођак                                                |